# Клан Монкриф
Клан Монкриф (шотл. — Clan Moncreiffe) — один из кланов горной Шотландии.

## История клана Монкриф

### Происхождение
Название клана Монкрифф происходит от названия феодального владения в графстве Пертшир. Земли Монкриф получили своё название от гэльських слов Монад Кройве (гэльск. — Monadh Croibhe) — «Холм Священного Дерева». Символом клана издавна был дуб — священное дерево кельтов. Холмы на юго-восток от Перта были в давние времена оплотом королей пиктов — королей королевства Альба (согласно ирландских источников). Этот факт объединяет клан Монкриф с кланами Атолл и Данбар — эти кланы считают себя родственными с древними королями пиктов.
Герольд Олбани и вождь клана Иан Монкриф (1919—1985) утверждали, что герб с красным королевским львом на серебряном щите были символами рода Малдред (гельск. — Maldred), регентов Камбрии и брата шотландского короля Дункана I. Таким образом клан утверждал, что он связан с древними верховными королями Ирландии — в частности, с королём Нилом (Ниаллом) Девять Заложников и его потомками.
В 1248 году Метью Монкриф получил грамоту от короля Шотландии Александра II на владение землями в графстве Пертшир. Сэр Джон Монкрифф и Уильям де Монкриф были среди шотландских дворян, которые обещали верность королю Англии Эдуарду I Плантагенету.

### XV—XVI века — войны кланов
Малкольм Монкриф, 6-й лэрд Монкриф, член королевского совета Шотландии при короле Якове II, получил от него грамоту на владение землями в баронстве Монкриф. Он умер примерно в 1465 году, и ему наследовал его сын, 7-й лэрд Монкриф, был камергером и щитоносцем короля Шотландии Якова III Стюарта. 7-й лэрд женился на Беатрикс, дочери Джеймса Дандаса. Но был убит в 1475 году фламандскими пиратами.
Три основные ветви клана ушли от с 8-го лэрда Монкирифа, который умер в 1496 году. Кроме главной линии клана Монкриф образовались ветви баронов Монкриф из Таллибола, Монкриф из Кинмонта, Скоттов-Монкрифов.
В XVI веке одна из ветвей клана Монкриф перешла на службу королю Франции как гвардейцы-лучники и стали основателями нескольких французских благородных семей. Одна из них — маркизы де Монкриф. Один из маркизов де Монкриф закончил жизнь на гильотине во время Великой Французской революции.
В 1513 году сэр Джон Монкриф, 9-й лэрд Монкриф, был убит в битве с англичанами при Флоддене, как и его двоюродный брат — Джон, барон Истер Монкриф. Его сыном был Уильям Монкриф, 10-й лэрд, поддержал Дугласа, графа Ангуса, и в 1532 году был оштрафован за отказ принять участие в суде, который приговорил Джанет Дуглас, леди Гламис, которая была признана ведьмой и сожжена на костре. Уильям Монкриф позже попал в плен во время битвы при Солуэй-Моссе (гэльск. — Solway Мосс) в 1542 году и был заключён в Тауэре в Лондоне. Когда он был освобождён, он возглавил протестантское движение в Шотландии и был одним из баронов, которые примкнули к Генеральной Ассамблее Церкви Шотландии в 1567 году.
В 1544 году клан Монкриф поддержал клан Рутвен во время войны кланов против клана Чартерис. Клан Рутвен получил значительную власть над городом Перт и окрестными землями и утвердился в замке Хангтингтауэр. В 1544 году Патрик, лорд Рутвен, был избран проректором Перта, из-за вмешательства кардинала Битона Рутвен был лишён этой должности и вместо него был назначен Чартерис Кинфаунс. Город Перт отказался признать Чартериса и закрыл перед ним ворота. Чартерис вместе с лордом Греем и кланом Лесли затем напали город, но они были отбиты кланом Рутвен с помощью клана Монкриф. В результате клан Рутвен правил в городе Перт до 1584 года, когда Уильям Рутвен — граф Гоури (шотл. — Gowrie) был казнён.

### XVII век — гражданская война на Британских островах
Сэр Джон Монкриф, 12-й лэрд и вождь клана Монкриф, получил титул баронета Новой Шотландии в апреле 1626 года. Но Джон Монкриф не смог поддержать короля и подписал Национальный пакт в 1638 году. Его сын, Джон Монкриф, лично возглавил военную кампанию шотландской гвардии в поддержку английского короля Карла II в 1674 году. Это стало причиной долгов и финансовых проблем Джона, а в 1667 году был заключён устав, который обеспечивал сделку, в результате которой титул барона Монкрифф был продан Томасу Монкрифу — прямому потомку 8-го лэрда Монкриффа. Но титул баронета Монкрифф остался у Джона.
В 1685 году был создан ещё один титул баронета Монкриф и теперь Томас, 14-й лэрд Монкриф, сам стал баронетом — этот титул ему предоставил король Яков II Стюарт. Томас позже стал секретарём казначейства в Шотландии. Он построил новую резиденцию для вождей клана Монкриф.

### Вождь клана Монкриф и его резиденции
Новая резиденция вождей клана Монкриф была построена сэром Уильямом Брюсом в 1679 году. Это было большое загородное поместье — оно было уничтожено пожаром в ноябре 1957 года. Последним, кто там жил, был сэр Дэвид Монкриф, 10-й баронет и 3-й лэрд Монкриф. Гибель Дэвида привела к тому, что вождём клана Монкриф стал герольд Шотландии, историк Иан Монкриф, 11-й баронет Монкриф (1919—1985).
Сестра сэра Дэвида — мисс Элизабет Монкриф была его наследницей, но она заявила, что хочет, чтобы титул унаследовал её двоюродный брат — сэр Иан Монкриф, барон Истер Монкриф. Элизабет сохранила феодальное баронство Монкриф. Она построила современный загородный дом на месте старой резиденции. Сэр Иан умер в 1985 году и главенство в клане вернулись к мисс Элизабет Монкриф. После её смерти титул вождя клана перейдёт к младшему сыну сэра Иана — достопочтенный Перегрин Монкриф, барон Истер Монкриф (род. 1951), а его старший брат Мерлин Хэй (род. 1948), унаследовал имя, титул и герб клана Хэй, став 24-м графом Эррол (с 1978 года).